# 黒木のフジ

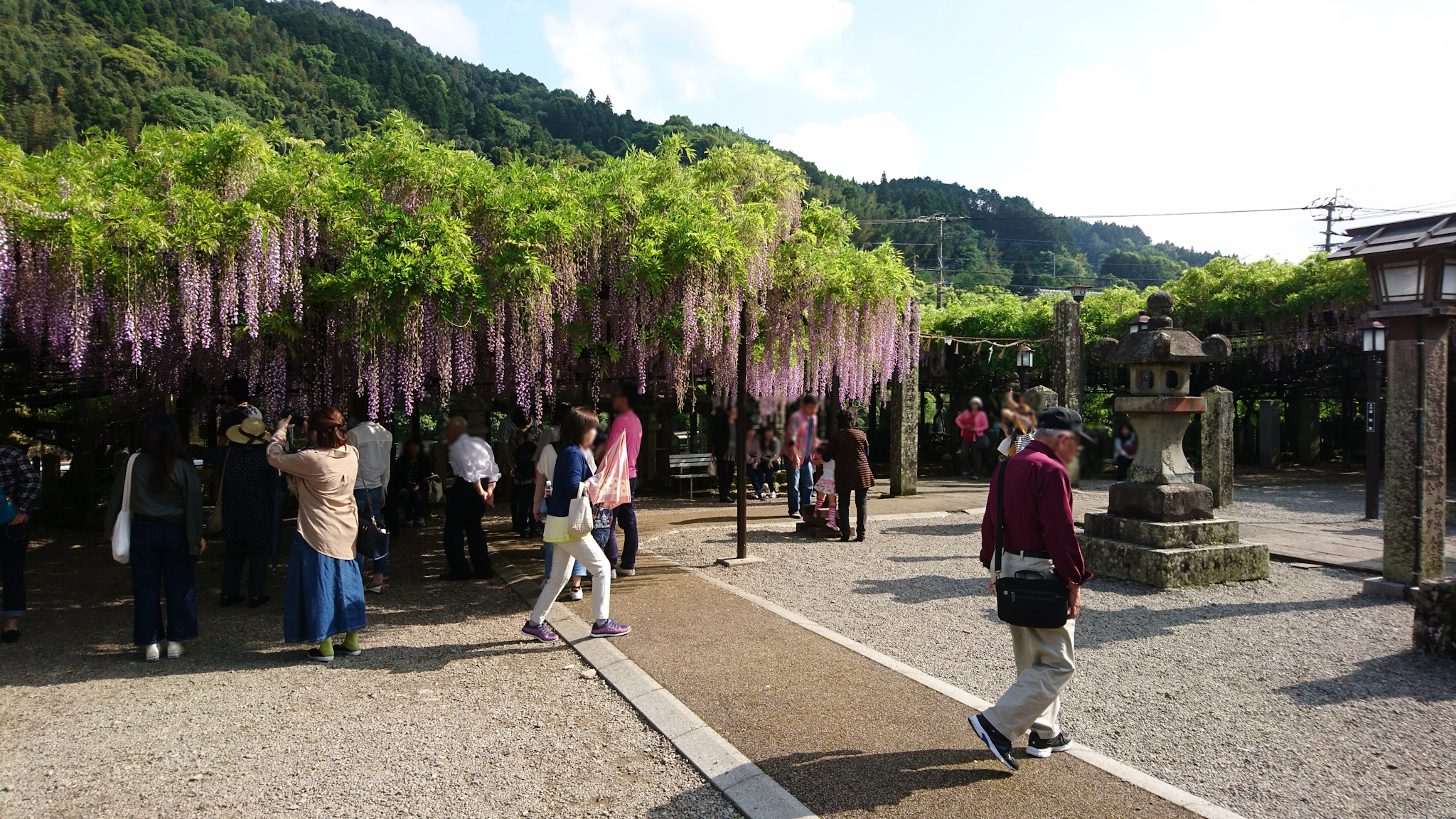
黒木のフジ。2017年5月6日撮影。

黒木のフジ（くろぎのフジ）は、福岡県八女市黒木町黒木に鎮座する素盞嗚（すさのお）神社の境内に生育する、国の天然記念物に指定されたフジ（藤）の老樹である。
フジの老樹・巨樹として日本国内有数の規模を誇る著名な藤（野田藤・ノダフジ）であり、1928年（昭和3年）1月31日に国の天然記念物に指定された。文化庁による天然記念物としての指定名称は「黒木のフジ」であるが、現地案内表示や各種観光案内などでは「黒木大藤」または「黒木の大藤」などと呼ばれることが多い。毎年4月中旬から5月上旬の開花時期には、藤まつりの「八女黒木大藤まつり」が開催され、巨大な藤棚から1メートルを超す多数の花房が垂れ下がり、多くの見学者で賑わう。日本国内に8件ある国の天然記念物に指定されたつる性樹木の1つである。

## 解説
黒木のフジのある福岡県南部の八女市黒木町は、熊本県との県境にほど近い筑肥山地西麓を西に流れる矢部川の右岸（北岸）に位置しており、江戸期には筑肥山地の豊富な山産物を扱う久留米藩の在郷町として発展した歴史を持ち、その古い町並みは2009年（平成21年）に八女市黒木として国の重要伝統的建造物群保存地区に選定された。黒木の町並みは福岡県南部の観光地として周知されており、町並保存地区として整備が行われ、別名「筑後黒木」とも呼ばれている。
国の天然記念物に指定された黒木のフジは、町並保存地区の東側に隣接した素盞嗚（すさのお）神社境内の前庭に生育している。黒木のフジの主幹は、根元の部分から東南方向へ屈曲しており、そこから上方へ向かい、地上約2メートルのところで2本の太い枝に分かれ、それぞれが横に延びて無数の枝や蔓を作って藤棚の全面に広がっている。また、主幹の東側にも1本の小さな支幹が発生して西方向へ延びて藤棚に達している。これらが主な幹であるが、その他にも数本の支幹があって、これらが根元付近で複雑に絡み合い渦巻きのような状態になっている。
このような形状であるため、根回りや目通り幹囲の正確な測定は出来ないものの、地上約60センチにおける幹囲は2.2メートル、藤棚の上に広がる枝張りは、東西48メートル、南北42メートルという巨大なもので、設置されている藤棚の面積は約3,000平方メートルもあり、その一部は南側の国道442号線の路上を覆っているため、開花時にはフジの花房の下を車で走行することができる。開花時に多数垂れ下がる花房は一様に長く、最も長いものは1.2メートルに達する。
伝承によれば黒木のフジは、1395年（応永2年）3月、南朝の征西大将軍懐良親王の御手植えによるものと伝えられており、樹齢は600年を超えるものと推定されている。その後の1586年（天正14年）大友氏による兵火を受け、1821年（文政4年）1月14日に起きた火災と、2度の焼損により樹勢が損なわれたものの、近隣の人々の手厚い保護により枯死することは免れ、今日まで生き延びている。

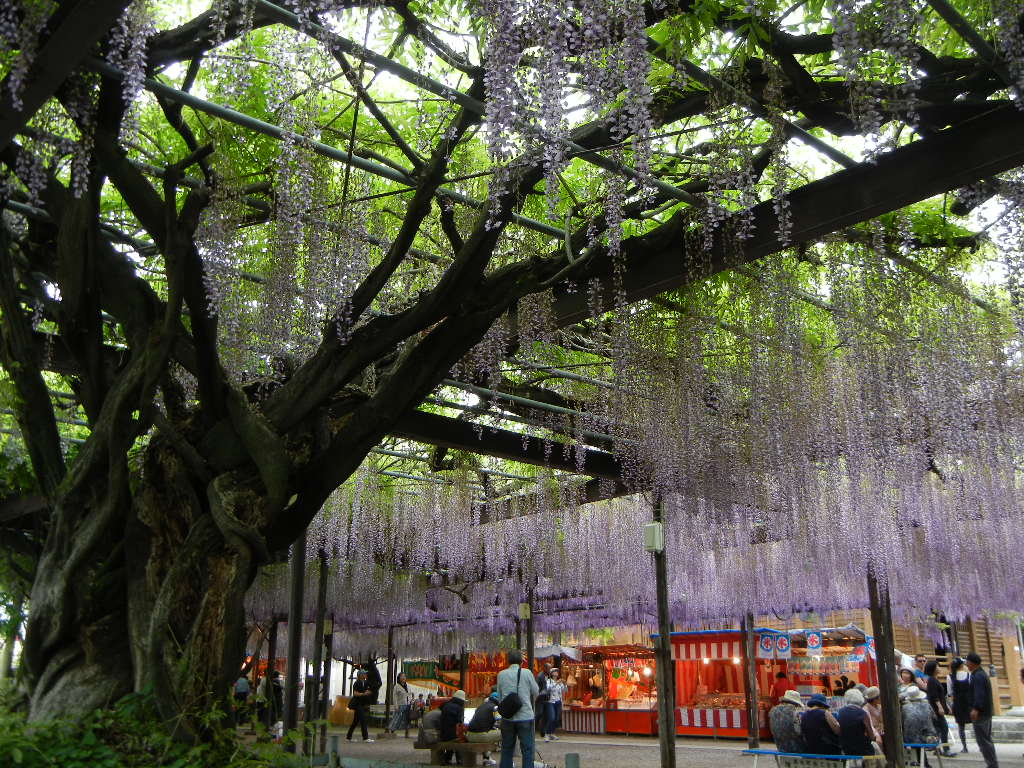
フジとしては巨大な主幹を持つ。2012年5月10日撮影。
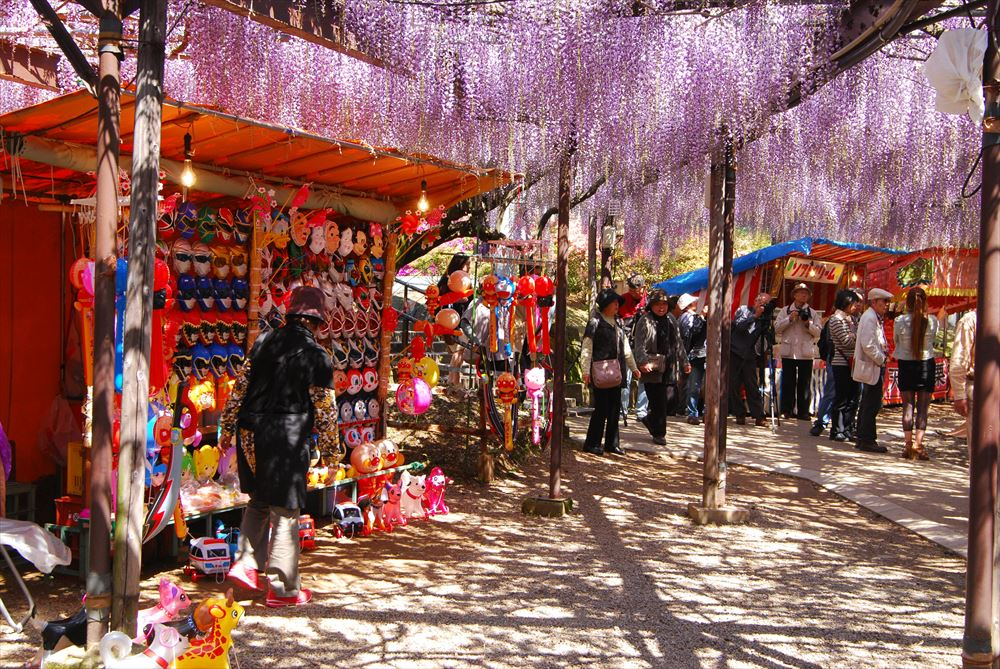
開花時には「黒木大藤まつり」が開催され出店の屋台が出る。2013年4月22日撮影。
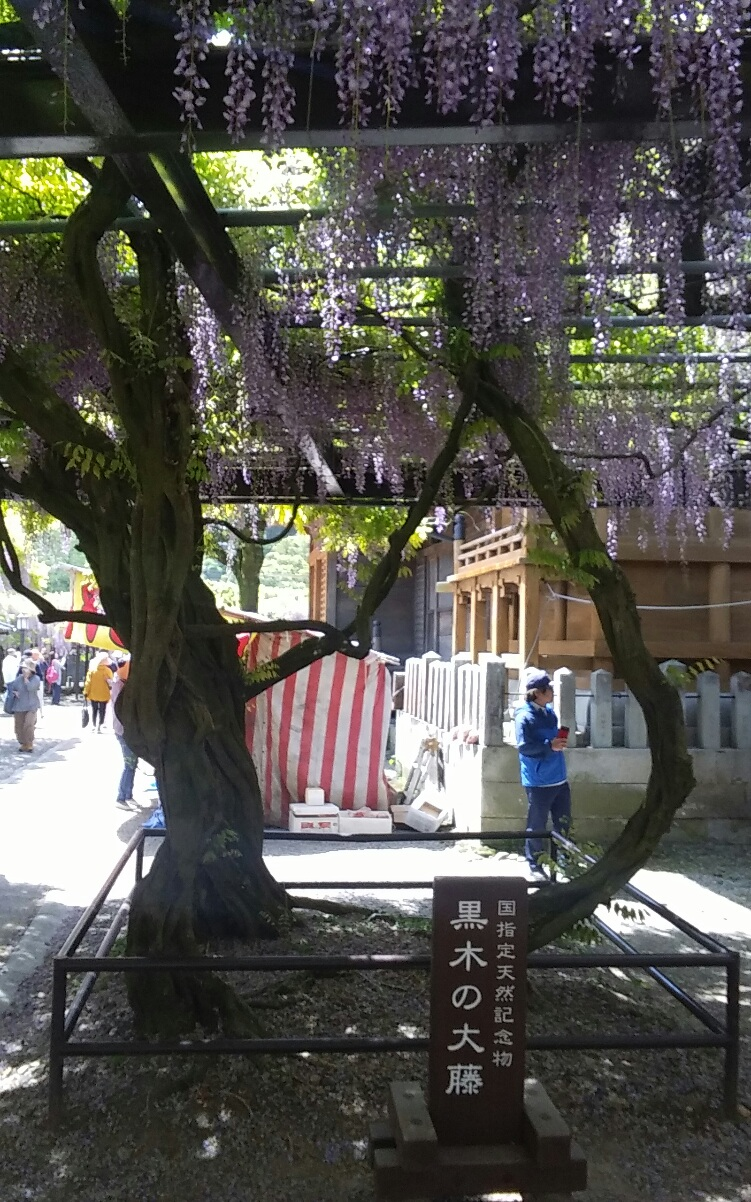
フジの支幹。2023年4月22日撮影
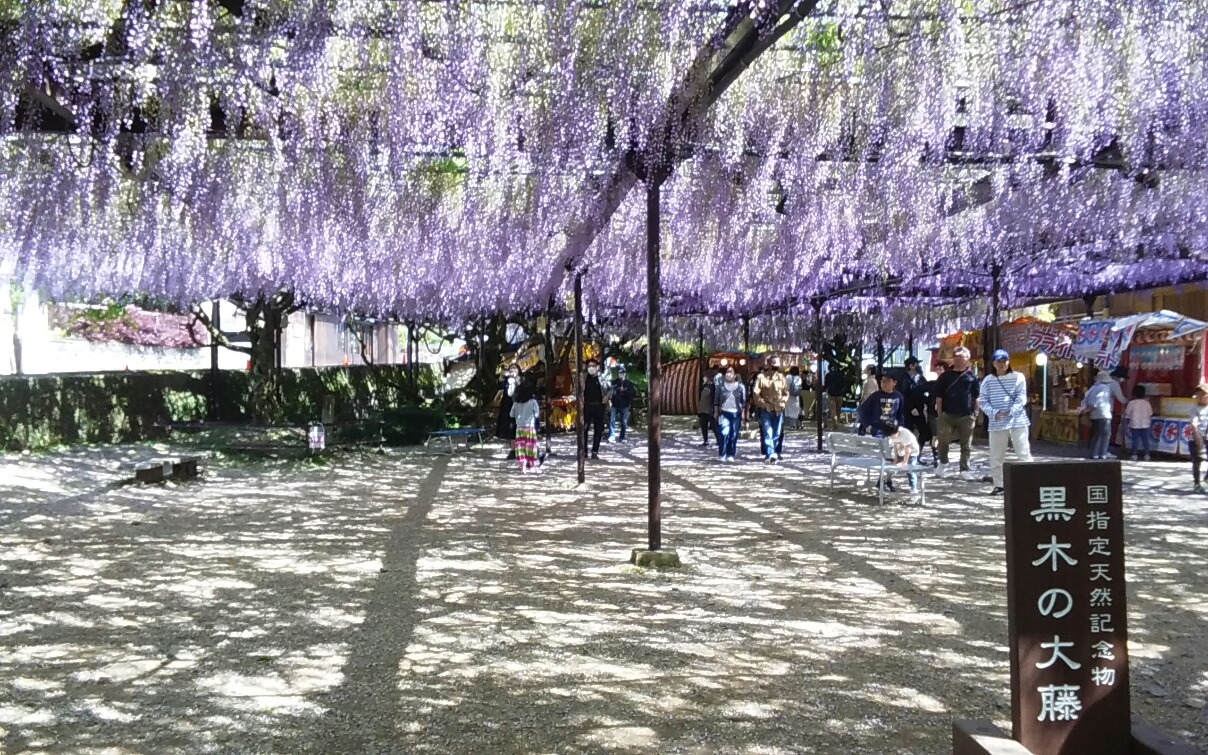
神社の境内に広がる藤棚。2023年4月22日撮影。

## 交通アクセス
所在地
- 福岡県八女市黒木町黒木5-2[8][10]。

交通
- 九州旅客鉄道鹿児島本線羽犬塚駅から堀川バス（黒木行き・矢部行き）乗車、八女市内を経由し約50分[11]。「黒木」もしくは「大藤前」下車。
- マイカーの場合、九州自動車道八女インターチェンジから車で約30分[11]。